# تاريخ اليهود في خاركيف
يعود تاريخ اليهود في خاركيف إلى عام 1734 على الأقل، عندما سمحت الإمبراطورية الروسية للتجار اليهود بزيارة المدينة للانخراط في تجارة التجزئة والتجارة.

## تاريخ
نظرًا لأن خاركيف كانت تقع خارج نطاق الاستيطان، فقد كانت الحكومة الروسية تفرض رقابة صارمة على الإقامة اليهودية. فقد اليهود حق دخول المدينة في عام 1821، لكنهم استعادوا هذا الحق في عام 1835 عندما اشتكى حاكم محافظة خاركوف من خسارة أكثر من 10 ملايين روبل من الإيرادات. بين عامي 1855 و 1881، أثناء حكم الإسكندر الثاني، شجعت سياسة الهجرة الانتقائية هجرة اليهود "النافعين" إلى المدينة. بحلول أواخر القرن التاسع عشر ، أصبحت المدينة مركزًا بارزًا للحركة الصهيونية في روسيا. زاد عدد السكان اليهود بشكل ملحوظ خلال الحقبة السوفيتية، عندما تضاعفت الجالية اليهودية في خاركيف من 65.000 إلى 130.000 بين عامي 1923 و 1939. المناطق اليهودية الرئيسية خلال الحقبة السوفيتية هي كاجانوفيتشسكي و أوكتيابرسكي و لينينسكي و دزيرجينسكي. على الرغم من وجود يبسكتسيا المناهضة للصهيونية، كانت خاركيف موطنًا للمدارس العبرية والمطابع والمنظمات السياسية بما في ذلك مؤتمرات He-Ḥaluts (1920) و Ha-Shomer ha-Tsa'ir (1923). كان لخاركيف كومبوند وجود صغير في المدينة. خلال الهولوكوست، وهو فرع محلي لحزب البوند المناهض للصهيونية، عندما احتل الرايخسكوميساريا النازية أوكرانيا، قُتل آلاف اليهود في خاركيف. قتل النازيون 15000 يهودي في دروبيتسكي يار . شهد المجتمع تجديدًا بعد الحرب العالمية الثانية، وبحلول عام 1959 كان هناك 84000 يهودي يعيشون في المدينة. ومع ذلك، أدى القمع السوفيتي للدين والثقافة اليهودية إلى تصفية المسرح اليهودي في عام 1949، وإغلاق آخر كنيس يهودي متبقٍ في 1948-1949، واعتقال الحاخام شموئيل ليف في خاركيف في عام 1950. خلال الستينيات والسبعينيات، تعرض اليهود للاضطهاد بسبب محاولتهم الاحتفال بالأعياد. في وقت لاحق خلال البيريسترويكا ، بدأت المدينة تشهد إحياء اليهودية والثقافة اليهودية. الكنيس اليهودي خاركيف، الذي صادرته الحكومة السوفيتية بناء على طلب الشيوعيين اليهود، أعيد افتتاحه كمعبد يهودي في عام 1990. خلال التسعينيات من القرن الماضي. هاجر العديد من اليهود من خاركيف إلى إسرائيل أو الدول الغربية. بحلول عام 2000، كانت خاركيف موطنًا لـ 50000 يهودي.

## التركيبة السكانية
كانت خاركيف موطنًا لحوالي 11000 يهودي بحلول أوائل القرن العشرين.

## يهود بارزون من خاركيف
- بولينا بايفيل، مهندسة وأكاديمية بريطانية.
- غاري بيركوفيتش، مهندس معماري سوفيتي وأمريكي.
- لاريسا بوجوراز، منشقة في الاتحاد السوفيتي.
- فيكتور فينبرغ، عالم لغوي وشخصية بارزة في الحركة المنشقة في الاتحاد السوفيتي.
- أولكسندر فيلدمان، سياسي أوكراني وشخصية عامة.
- رومان غيرشمان، عالم آثار فرنسي أوكراني المولد تخصص في بلاد فارس القديمة.
- إيغور غوبرمان، كاتب وشاعر روسي إسرائيلي.
- يفغيني كوماروفسكي، طبيب أطفال سوفيتي وأوكراني، طبيب من أعلى فئة، كاتب ومقدم برامج تلفزيونية.
- ليب كفيتكو ، شاعر بارز من اليديشية، ومؤلف قصائد أطفال معروفة وعضو في اللجنة اليهودية المناهضة للفاشية (JAC).
- ليو لانيا، صحفي وكاتب مسرحي وكاتب سيناريو.
- إيفسي ليبرمان، اقتصادي سوفيتي.
- بوريس لوزكين، رجل أعمال وفاعل خير أوكراني.
- يريمي بارنوف، كاتب ودعاية سوفيتي ويهودي روسي.
- أولغا راباي ماركيش، عالمة خزف أوكرانية بارزة.
- إيدا روبنشتاين، راقصة وممثلة روسية وراعية للفن وشخصية Belle Époque.
- كارينا سميرنوف، راقصة رقص محترفة أمريكية سوفيتية المولد من أصول أوكرانية.
- كونستانتين شاين، ممثل روسي أمريكي.
- جورا سوفير ، صحفي سياسي نمساوي وكاتب ملهى ليلي.
- ناديجدا فولكوفا، ساعي في خلية كومسومول تحت الأرض خلال الحرب العالمية الثانية.
- إدوارد فولودارسكي، كاتب سيناريو وكاتب وكاتب مسرحي سوفيتي وروسي.
- يغئال ياسينوف، سياسي إسرائيلي سابق شغل منصب عضو الكنيست.
- لازار زالكند، خبير اقتصادي يهودي أوكراني ومشكل في لعبة الشطرنج.

## أنظر أيضا
- دير كومونيست (خاركوف)
- دير شترن (خاركوف)
- دروبيتسكي يار
- تاريخ اليهود في روسيا
- تاريخ اليهود في الاتحاد السوفيتي
- فرقة خاركوف كليزمير
- زي جريت!